# Hylesia cedomnibus
Hylesia cedomnibus är en fjärilsart som beskrevs av Dyar 1913. Hylesia cedomnibus ingår i släktet Hylesia och familjen påfågelsspinnare. Inga underarter finns listade i Catalogue of Life.